# Questlove
Ahmir Khalib Thompson (Filadelfia, Pensilvania; 20 de enero del 1971), conocido por su nombre artístico Questlove, es un músico, compositor, DJ, productor, periodista musical, autor, actor y director de cine. Es el baterista y líder conjunto (con Black Thought) de la banda de hip hop The Roots. Ha ganado varios premios, entre ellos el Premio de la Academia al Mejor Largometraje Documental por su debut como director en Summer of Soul y seis Premios Grammy. The Roots ha sido la banda interna de The Tonight Show Starring Jimmy Fallon desde el 17 de febrero del 2014. 
Questlove es también un productor del álbum del elenco del musical de Broadway Hamilton . Es cofundador de los sitios web Okayplayer y OkayAfrica . Además, es profesor adjunto en el Clive Davis Institute of Recorded Music de 'la Universidad de Nueva York' . Produjo canciones para artistas como Elvis Costello, Common, D'Angelo, Jill Scott, Erykah Badu, Bilal, Jay-Z, Nikka Costa y, más recientemente, Booker T. Jones, Al Green, Amy Winehouse y John Legend . Es un integrante de los equipos de producción Soulquarians, Randy Watson Experience, Soultronics, Grand Negaz y Grand Wizzards . Como autor, ha escrito cuatro libros.

## Comienzos
Ahmir Khalib Thompson nació en una familia musical en Filadelfia  el 20 de enero de 1971. Su padre era Arthur Lee Andrews Thompson, de Goldsboro, Carolina del Norte. Como cantante, se hizo conocido como Lee Andrews y fue el vocalista principal de la banda Lee Andrews & The Hearts, un grupo musical de doo-woop de los años 50. Su abuelo, Beachy Thompson cantaba en el grupo góspel The Dixie Hummingbirds. Su madre, Jacquelin Thompson, junto con su padre, eran integrantes del grupo soul The Congress Alley Sus padres no lo quisieron dejar con niñeras por lo que se lo llevaban a las giras con ellos. Creció entre bastidores de espectáculos de doo-woop. A los siete años, Thompson comenzó a tocar la batería en espectáculos y, a los trece años, se convirtió en director musical. 
Sus padres lo inscribieron en Philadelphia High School for the Creative and Performing Arts.  Cuando terminó el instituto formó la banda The Square Roots (a la que luego llamaron The Roots) con su amigo Tariq Trotter (Black Thought). Algunos de los compañeros de Questlove eran el bajista de jazz de Boyz II Men Christian McBride, el guitarrista de jazz Kurt Rosenwinkel, el organista de jazz Joey DeFrancesco, y la cantante Amel Larrieux, con quien fue a su baile de graduación. Después de graduarse, tomó clases de jazz y de composición en el Settlement Music School. 

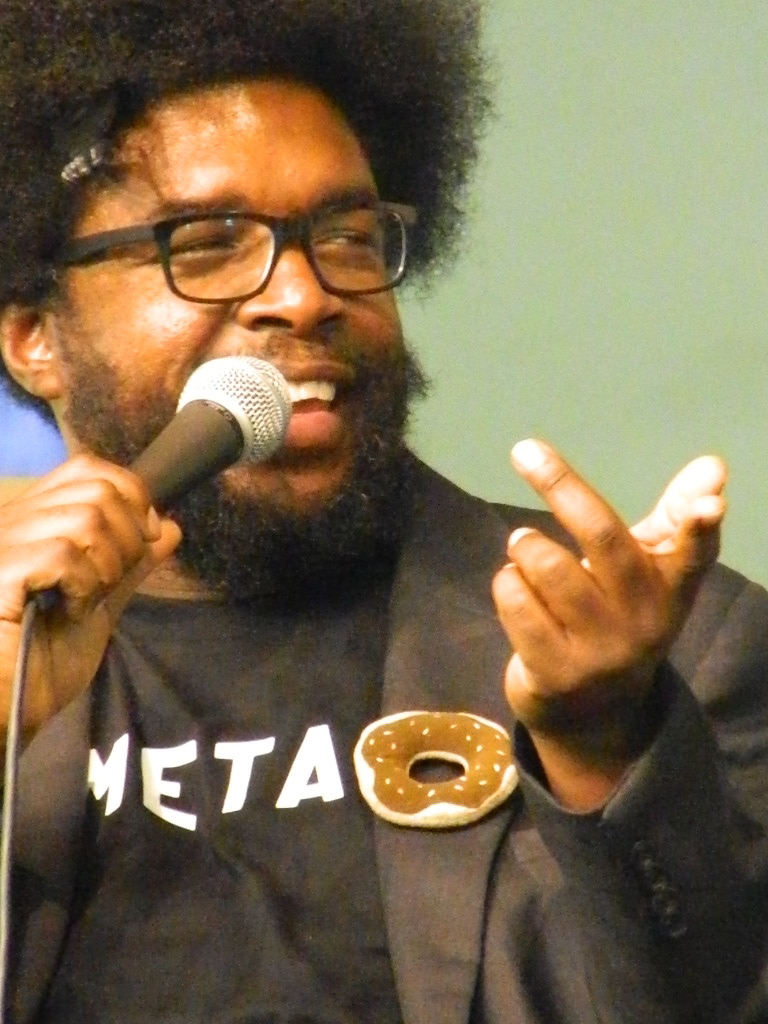
Questlove firmando libros en Nueva York, 2013

Thompson empezó a actuar en South Street, Filadelfia, tocando la batería, mientras Tariq rimaba sobre sus ritmos y compases. Thompson y Jay Lonick, un amigo de su niñez, fueron conocidos por sus improvisadas batallas de percusión de «llamada y respuesta» con cubos plásticos, cajones, y carros de supermercado. Este estilo imitaba el arreglo habitual de Thompson, con la mayoría de los tambores y platillos ubicados al nivel de su cintura, imitando su arreglo original callejero.
Para la plataforma Okayplayer y la web televisiva OkayAfrica TV, Questlove hizo una prueba de ADN en 2011 y los genealogistas investigaron a sus ancestros familiares .El resultado de ADN de Questlove reveló que ambos de sus padres biológicos provenían del Este de África, más específicamente de la comunidad Mendé (encontrada mayormente en Sierra Leona , Guinea y Liberia).
De la serie televisiva PBS, Finding your Roots, presentada por el profesor Henry Louis Gates, Jr., Questlove descubrió en diciembre del 2017 que desciende en parte de Charles y Maggie Lewis, sus tátara tátara abuelos, que fueron capturados durante la guerra y vendidos como esclavos en el puerto de Ouidah,Dahomey (ahora Benín), al capitán del barco americano William Foster. Eran alrededor de 110 esclavos contrabandeados a Mobil, Alabama, en julio de 1860 en el Clotilda. Fue ésta la última embarcación conocida en llevar esclavos a Estados Unidos. Questlove es el único invitado en aparecer en el programa de H.L Gates que es conocida su ascendencia esclava, reconociendo el nombre, barco y zona de África de donde provienen.

### 1993–96: Comienzos con The Roots
Finalmente la composición de la banda estaba completa ,con Questlove en batería y percusión,  Tariq Trotter y Malik B como vocalistas, Josh Abrams (Rubber Band) en el bajo (quién fue reemplazado por Leonard Hubbard en 1994), y Scott Storch en el teclado. Mientras el grupo daba un espectáculo en Alemania,  grabaron un álbum llamado <b>Organix</b>, lanzado por Relativity Records en 1993.
El grupo continuó grabando, lanzando dos discos aclamados por la crítica en 1995 y 1996,  Do You Want More?!!!??! Y Illadelph Halflife, respectivamente.

### 1997–2003: Progreso como artista, la era de Soulsquarians y el aumento de la producción musical
En 1999, The Roots tuvo un gran éxito con You Got Me (con Erykah Badu); la canción hizo que el conjunto ganara el Premio Grammy a la Mejor Interpretación de un Dúo o Grupo en el año 2000. La canción ayudó a potenciar el éxito de su álbum Things Fall Apart  el cual desde entonces ha sido reconocido como un clásico, finalmente vendiendo el disco platino.
Questlove fue productor ejecutivo del álbum de D´Angelo, Voodoo, del álbum de Slum Village, Fantastic, Vol. 2 y de los álbumes de Common Like Water for Chocolate y Electric Circus. Además de los álbumes mencionados, también contribuyó como baterista o productor en Baduizm y Mama´s Gun de Erykah Badu,  en Expansion Team de Dilated Peoples, en Blazing Arrow de Blackalicious, en 1st Born Second de Bilal, en Fly or Die de N*E*R*D, en Momentum de Joshua Redman, en Ancestry in Progress de Zap Mama, en Extraordinary Machine de Fiona Apple y en el material inédito de Zack De La Rocha como solista. 

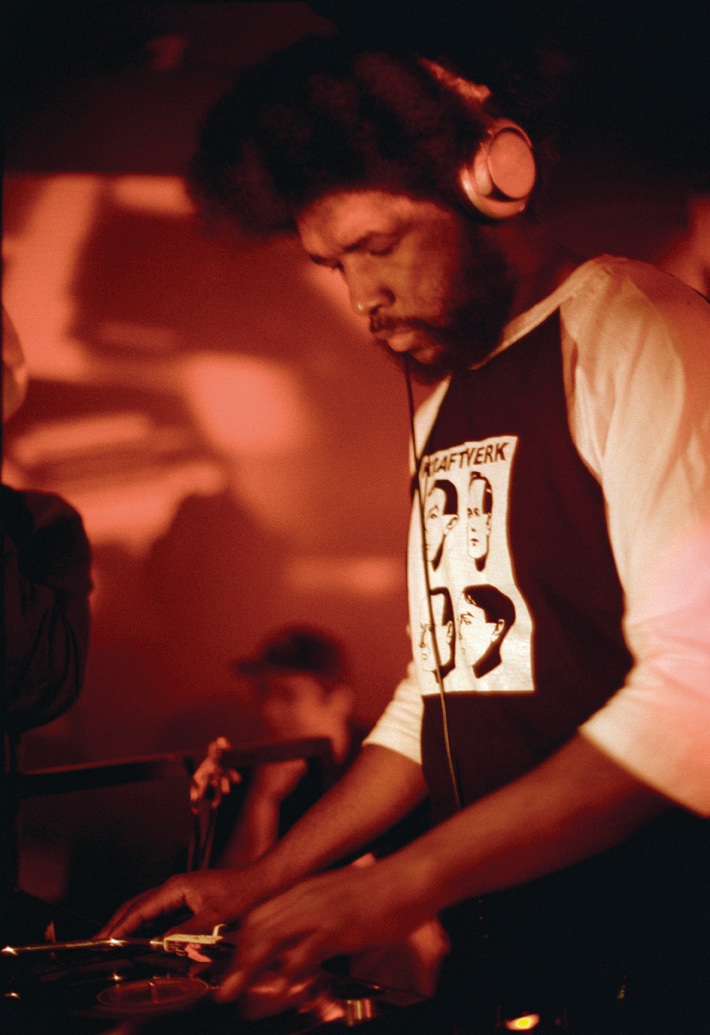
fiesta de post evento en 1999, Alemania

En 2001, colaboró como el baterista para The Philadelphia Experiment, un álbum colaborativo de jazz con Christian McBride y Uri Caine, y como DJ de la compilación Questlove Presents: Babies Making Babies, publicado por Urban Theory Records en 2002. También tocó la batería en la canción de Christina Aguilera Loving Me 4 Me para su álbum Stripped. En 2002, Él y The Roots publicarón el álbum aclamado por la crítica Phrenology, que se volvió disco de oro. 
En 2003, tocó la batería en la canción de John Mayer, Clarity  de su segundo álbum Heavier Things .También produjo y tocó la batería en la versión de Joss stone de la canción I Fell in Love with a Girl de The White Stripes. 

### 2004–actualidad: producción continua y otros proyectos mediáticos
En el 2004, the Roots publicó The Tipping Point , un álbum con un estilo musical más comercial, supuestamente por exigencia de Interscope Records. El álbum vendió 40,000 copias. En 2004, Questlove hizo una aparición en Fade to Black de Jay-Z.  Además de haber aparecido en la parte documental de la película, también fue el baterista y director musical del espectáculo completo con una banda en vivo. En 2005, Questlove apareció junto a otros artistas tales como Madonna, Iggy Pop, Bootsy Collins, y Little Richard en una publicidad para el nuevo móvil Motorola KORK.  Questlove también apareció en un clip de la película del 2005, The Longest Yard.

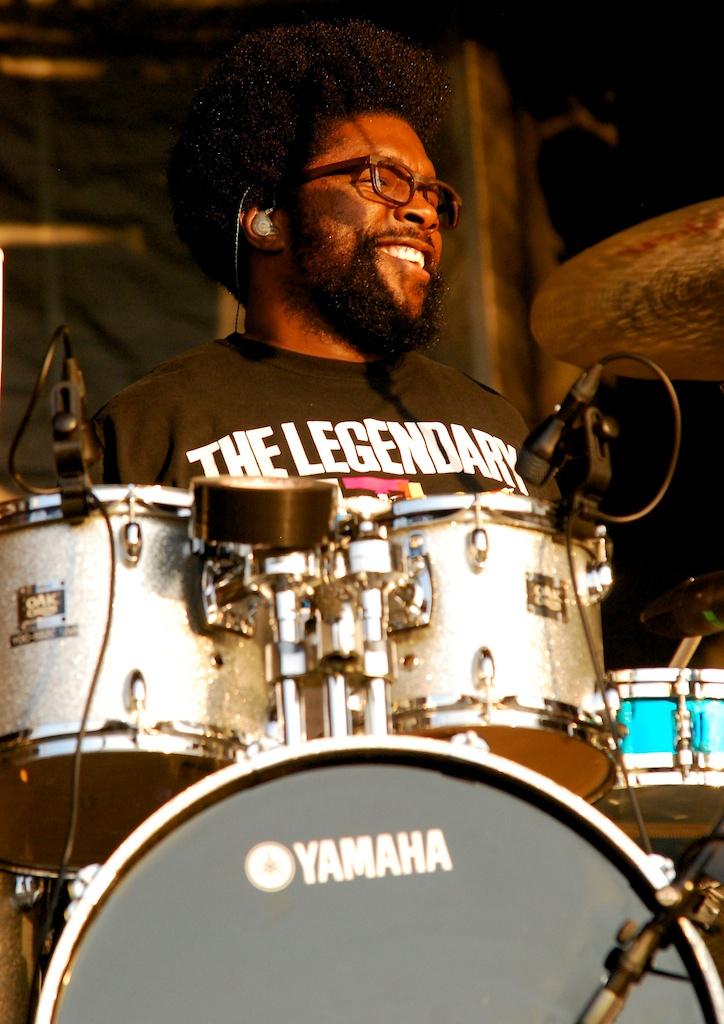
Questlove tocando en the Roots en Ottawa Bluesfest en 2011

En 2006, Questlove apareció en la película Dave Chappelle´s Block Party,  y también en algunos de los sketches en Chappelle´s Show. Entre ellos, el sketch de Tupac The Lost Episodes, y uno con John Mayer, en el cual Questlove actúa en una barbería, donde incita a los ocupantes a bailar y cantar música rap. Con la excepción de The Fuges y Jill Scott,  Questlove fue el baterista en el concierto callejero de Brooklyn y fue el director musical de todo el espectáculo.  Questlove recibió un Esky al Best Scribe en los premios Esky Music Awards en 2006 de la revista Esquire en la edición de abril.  En 2006, Questlove fue uno de los pocos músicos elegidos por Steve Van Zandt para respaldar a Hank Williams Jr. en una nueva versión de All My Rowdy Friends Are Coming Over Tonight  para el estreno de la temporada (y el debut formal en ESPN) de Monday Night Football. Junto con sus compañeros de la publicidad de Motorola RORK, Bootsy Collins y Little Richard, los compañeros de la banda de Questlove fueron Rick Nielsen (Cheap Trick), Joe Perry (Aerosmith), Charlie Daniels y Bernie Worrel. 
Ese mismo año apareció en el álbum Fly del cantante italiano Zucchero Fornaciari. 
En 2007, Questlove coprodujo con el productor ganador de The Score de VH1, Antonio «DJ Satisfaction» Gonzalez , el tema a los Hip Hop Honors 2007. Questlove se unió a Ben Harper y John Paul Jones en el Bonnaroo SuperJam el 16 de junio de 2007, para tocar un set de 97 minutos. 
El 2 de marzo de 2009, Questlove y The Roots comenzaron a ser la banda interna para el Late Night with Jimmy Fallon. Sigue tocando con The Roots en The Tonight Show Starring Jimmy Fallon, cumpliendo el mismo rol que en el programa anterior. Ocasionalmente toca solos titulados re-mixing the clips, en los que recurre a sus habilidades de producción y de DJ para doblar videoclips, introducir muestras de audios rítmicamente y tocar la batería, todo simultáneamente. 
A finales del 2009, mientras hacía de productor asociado en la obra exitosa de Broadway, Fela!, Questlove reclutó a Jay-Z para que se uniera al proyecto como productor. Se ha informado de que Will Smith y Jada Pinkett Smith también firmaron como productores.
En enero de 2010, escribió material junto a la cantante británica Duffy para su segundo álbum. Apareció en la publicidad para el teléfono móvil de Microsoft, el Kin, que no mucho después de su lanzamiento fue descontinuado. En 2010, hizo un cameo en el video musical de la canción Barbra Streisand de Duck Sauce, y con The Roots lanzó el álbum Dilla Joints con interpretaciones de la música del productor J Dilla. Contribuyó como baterista en la canción You Got a Lot to Learn, que se grabó para el tercer álbum de Evanescence, pero no apareció en el lanzamiento final. 
Questlove tenía previsto colaborar con Amy Winehouse antes de su muerte en julio de 2011. Dijo: «eramos amigos por Skype, y ella quería hacer un proyecto con Moss y conmigo. En cuanto consiga su visado, ese proyecto va a ocurrir» La revista Rolling Stone lo nombró segundo en la lista de los 50 mejores usuarios de Twitter en la música. En junio de 2011, Questlove tocó la batería junto al bajista de The Roots,Owen Biddle para la versión de Karmin de la canción Super Bass de Nicki Minaj. Questlove quedó en octavo lugar en la selección de los lectores de Rolling Stones de Mejores Bateristas de Todos los Tiempos. 
En septiembre de 2016, Questlove lanzó un programa de radio semanal en Pandora llamado Questlove Supreme. Entre los invitados más destacados se encuentran Solange, Chris Rock, Maya Rudolph y Pete Rock, entre otros.
El 3 de enero de 2017, Questlove fue entrevistado por Alec Baldwin para un episodio del podcast Here´s the Thing de WNYC, en donde bromeó sobre su «obsesión» con su perfil de Wikipedia. En la entrevista, también hablaron de sus intereses culturales y musicales, sobre como The Roots empezaron un «movimiento» con tres furgonetas para 15 pasajeros, y el impacto de la pérdida de los iconos musicales en 2016. 
También fue el director musical de las ceremonias de los Premios de la Academia del 2020 y del 2021, además de ser el DJ interno del espectáculo. La música para la ceremonia del 2020 fue en gran parte mezclas de sus canciones de su banda The Roots, sin la presencia de una orquesta interna. 
En 2021, Questlove debutó como director con Summer of Soul (...O Cuando la Revolución No Pudo Ser Televisada), una película sobre el festival cultural de Harlem en 1969, que contó con las actuaciones de Stevie Wonder, Mahalia Jackson, Nina Simone, The 5th Dimension, The Staple Singers, Gladys Knight & The Pips, Blinky Williams, Sly and the Family Stone, The Chambers, y otros principales artistas de top soul, jazz, gospel y latinos de la época. Summer of Soul ganó el Gran Premio del Jurado y Gran Premio del Público al documental en el Festival de Cine de Sundance. Searchlight Pictures, propiedad de Disney, adquirió la película para distribuirlas en cines y en Hulu, estableciendo un nuevo récord en el Festival de Cine de Sundance por el precio de adquisición de un documental. Obtuvo una buena recepción por parte de la crítica, especialmente sobre la restauración del metraje. Ha ganado numerosos premios, incluyendo El Mejor Largometraje Documental en la 6.ª edición de los Critics Choice Documentary Awards con un total de seis premios principales arroyadores en esa ceremonia. También ganó el Premio al Mejor Documental en la 75 Edición de los Premios de Cine de la Academia Británica, el Premio al Mejor Largometraje Documental en la 94 edición de los Premios de la Academia y el Premio a la Mejor Película Musical en la 64 edición Anual de los Premios Grammy.

## Escritos
En 2007 prologó el libro Check the Technique. El 18 de junio de 2013, Questlove escribió sus memorias, Mo' Meta Blues: The World According to Questlove. El 22 de octubre de 2013, Harper Design publicó el libro de Questlove, Soul Train: The Music, Dance, and Style of a Generation.
Questlove publicó su tercer libro, Something To Food About: Exploring Creativity with Innovative Chefs, junto con coautor Ben Greenman y el fotógrafo Kyoko Hamada, publicado por Clarkson Potter Books el 12 de abril de 2016. En 2018, Questlove ornamentó la banda sonora La Michelle Obama Musiaqualogy para la memoria de Michelle Obama Becoming. También publicó el libro Creative Quest en abril de 2018.
El 14 de abril de 2021, Questlove anunció la fecha de publicación de su libro próximo, Music Is History, para octubre de 2021. El libro será publicado por Abrams Imagen y explorará la música popular a través del contexto de la historia americana sobre los últimos 50 años, conectando asuntos de raza, género, política, e identidad con su propio punto de vista.

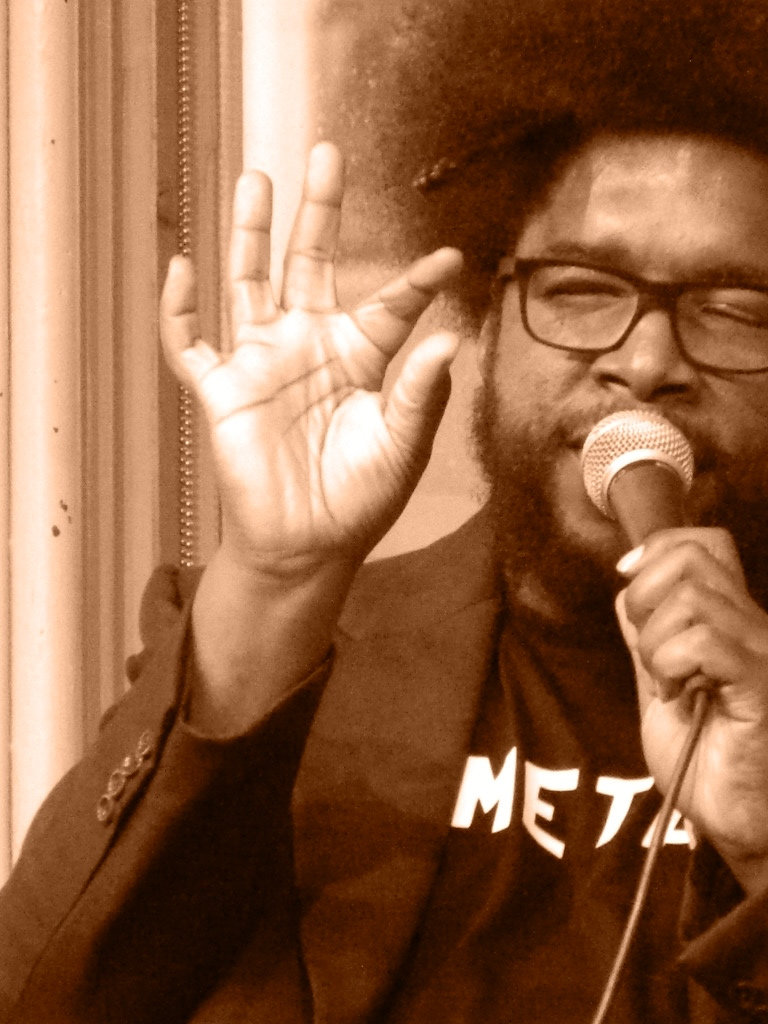
Questlove en una firma de libros el 19 de junio de 2013

### Películas
| Año  | Título                                                            | Papel                                               |
| ---- | ----------------------------------------------------------------- | --------------------------------------------------- |
| 2000 | Bamboozled                                                        | Actor                                               |
| 2001 | Brooklyn Babilonia                                                | Actor                                               |
| 2006 | Before the Music Dies                                             | Él mismo                                            |
| 2011 | The Black Power Mixtape 1967-1975                                 | Él mismo                                            |
| 2011 | Beats, Rhymes & Life: The Travels of a Tribe Called Quest         | Él mismo                                            |
| 2014 | Finding the Funk                                                  | Coproductor ejecutivo                               |
| 2014 | Top Five                                                          | Productor de música ejecutiva, compositor           |
| 2014 | Mr. Dynamite: The Rise of James Brown                             | Él mismo                                            |
| 2016 | Popstar: Never Stop Never Stopping                                | Él mismo                                            |
| 2016 | Vincent N Roxxy                                                   | Compositor                                          |
| 2019 | Someone Great                                                     | Él mismo                                            |
| 2020 | Soul                                                              | Curley                                              |
| 2021 | Summer of Soul (...O Cuando la Revolución No Pudo Ser Televisada) | Director Premio de la Academia por Mejor Documental |

### TV
| Año          | Título                                           | Papel                       | Notas             |
| ------------ | ------------------------------------------------ | --------------------------- | ----------------- |
| 2003         | Street Time                                      | Compositor                  | 1 episodio        |
| 2004         | Chappelle's Show                                 | Música original del sketch  | 12 episodios      |
| 2009–2014    | Late Night with Jimmy Fallon                     | Director musical            | 969 episodios     |
| 2009         | Yo Gabba Gabba!                                  | Actor                       | 1 episodio        |
| 2010         | Nickelodeon Presents History and Heritage        | Compositor                  | Episodio especial |
| 2010         | VH1 Rock Docs                                    | Compositor                  | 1 episodio        |
| 2011         | iCarly                                           | Él mismo                    | 1 episodio        |
| 2011         | Philly's 4th of July Jam                         | Director musical            | Episodio especial |
| 2012         | Independent Lens                                 | Compositor                  | 1 episodio        |
| 2012         | The Cleveland Show                               | Voz                         | 1 episodio        |
| 2012         | 2012 Soul Train Awards                           | Compositor                  | Episodio especial |
| 2013         | The Eric Andre Show                              | Él mismo                    | 1 episodio        |
| 2013         | Top Chef                                         | Él mismo                    | 1 episodio        |
| 2013         | Sí quiero ese vestido                            | Él mismo                    | 1 episodio        |
| 2014–15      | Inside Amy Schumer                               | Compositor, actor           | 11 episodios      |
| 2014         | La Ley y el Orden: unidad de víctimas especiales | Actor                       | 1 episodio        |
| 2014–present | The Tonight Show Starring Jimmy Fallon           | Director musical            | 1,210 episodios   |
| 2015         | Anthony Bourdain: Parts Unknown                  | Él mismo                    | 1 episodio        |
| 2015         | Empire                                           | Voz                         | 1 episodio        |
| 2015         | The Jim Gaffigan Show                            | Él mismo                    | 1 episodio        |
| 2015         | Lucas Bros. Moving Co.                           | Voz                         | 1 episodio        |
| 2015         | Parks and Recreation                             | Lavondrius Meagle           | 1 episodio        |
| 2016         | SoundClash                                       | Productor                   | 1 episodio        |
| 2016         | Hamilton's America                               | Música adicional            | Episodio especial |
| 2016         | Night Train with Wyatt Cenac                     | Actor                       | 1 episodio        |
| 2016         | Raíces                                           | Productor musical ejecutivo | 1 episodio        |
| 2016         | SPARKLE: A Don Quixote Story                     | Productor                   | 1 episodio        |
| 2016–18      | Drunk History                                    | Él mismo                    | 2 episodios       |
| 2017-2020    | Finding Your Roots                               | Él mismo                    | 2 episodios       |
| 2019         | Sésamo                                           | Él mismo                    | 1 episodio        |
| 2020         | Alta Fidelidad                                   | Productor musical ejecutivo | 10 episodes       |
| 2020         | Saturday Night Live                              | Él mismo                    | 1 episodio        |
| 2022         | Billions                                         | DJ                          | 1 episodio        |

## Lectura adicional
- Christgau, Robert (17 de junio de 2013). «Give the Drummer Some». The Barnes & Noble Review.